# Колони Ашоки

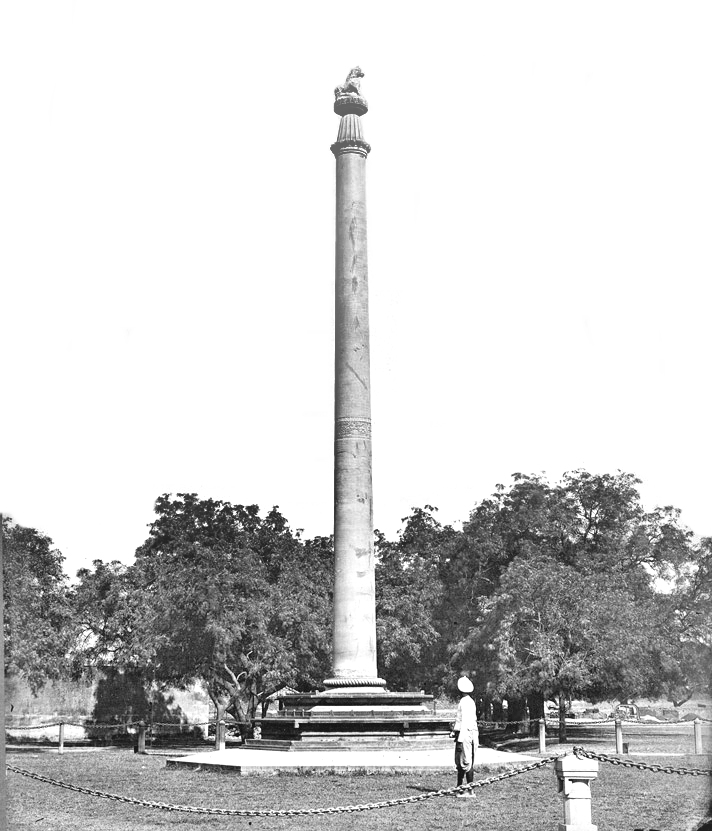
Колона Ашоки в Аллахабаді на фотографії 1870 року

Колони (стовпи) Ашоки — кам'яні монументи в формі окремого вертикального стовпа, встановлені в середині III століття до н. е. за наказом індійського царя Ашоки в ключових центрах держави Маур'їв.

## Загальний опис
Написи на колонах, виконані на брахмі і розшифровані Дж. Прінсепом в 1837 році. Вони є найдавнішими прикладами індійської писемності. На вершинах колон спочатку були розміщені скульптурні групи з зображеннями священних тварин. Також їх прикрашали зображення колеса дгарми і свастики.
Колони діляться на малі і великі; останні мають 12-15 метрів у висоту і важать близько 50 тонн. Колони встановлювалися в людних місцях, іноді віддалених на сотні миль від того місця, де їх виготовили. Поруч з кожним монументом стояв служитель, що роз'яснював зміст написи неписемнному населенню. Установка таких колон була ефективним засобом державної пропаганди.
Колони Ашоки стали предметом наслідування для наступних індійських правителів. За межами Індії їх копіював в XIII столітті сіамський цар Менграй.
Оскільки мусульманські правителі Індії систематично знищували статуї тварин, до нашого часу дійшли фрагменти тільки 19 колон і тільки шість скульптурних груп. Очевидно, в давнину їх було набагато більше. Повалені колони були реконструйовані в XIX столітті британськими колоніальними властями.
Краще за інших наверш збереглася так звана Левова капітель в Сарнатху, чиє стилізоване зображення було оголошено в 1950 році національною Емблемою Індії. Цю капітель виявив в 1851 році британський археолог А. Каннінгем, якому належить також честь відкриття колони в Санчі.
Єратичні зображення тварин на колонах відзначені впливом мистецтва Ахеменідів. Це найдавніші шедеври індійської скульптури. До теперішнього часу вони перенесені в музеї, а на колонах їх замінили копії.

## Список колон
Два китайських середньовічних мандрівники у своїх записах зафіксували існування декількох колон, які тепер зникли: Фасянь описав шість, а Сюаньцзан п'ятнадцять, з яких тільки п'ять можуть бути ідентифіковані з уцілілих стовпах. Список місцезнаходження вцілілих колон:

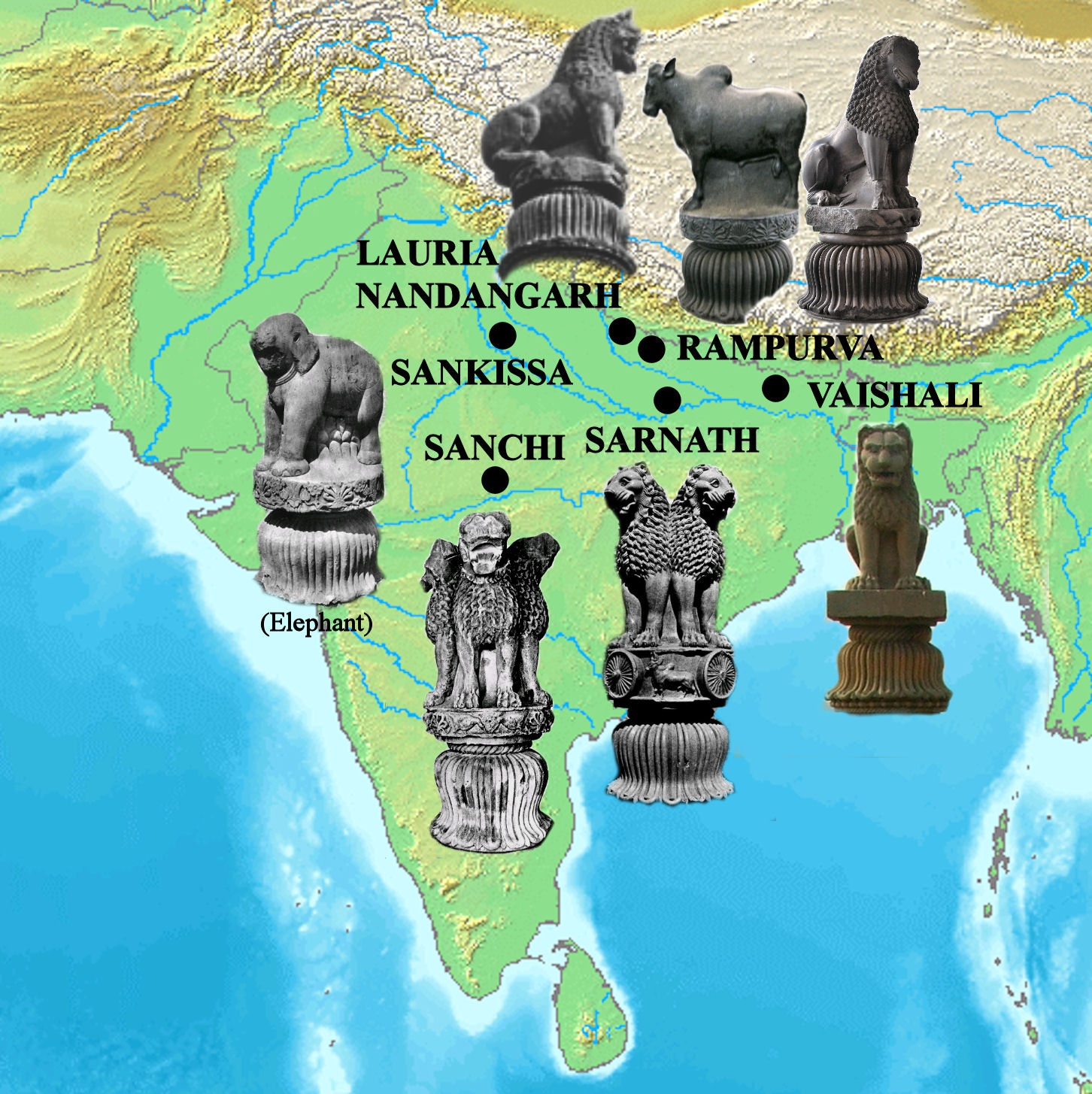
Географія відомих колон Ашоки

- Сарнатх, недалеко від Варанасі, Уттар-Прадеш, чотири леви, колона з написом, едикт про розкол.
- Санчі, поруч з Бхопалом, Мадх'я-Прадеш, чотири леви, едикт про розкол.
- Макер, Чхапра, Біхар, колона без напису.
- Рампурва, Чампаран, Біхар, дві колони: бик, колони з наказами I, II, III, IV, V, VI; бик.
- Вайшалі, Біхар, одиночний лев, без напису
- Санкасса, Уттар-Прадеш, лише капітель зі слоном
- Лаурія Нандангарх, Чампаран, Біхар, один лев, колона з наказами I, II, III, IV, V, VI
- Кандагар, Афганістан (фрагмент колони з наказом VII)
- Ранігат, Хайбер-Пахтунхва, Пакистан
- Делі-Мірут, Делі (колона з наказами I, II, III, IV, V, VI, перевезена з Мірута в Делі за Фіроза Шаха Туґхлака в 1356 році)
- Делі-Топра, Делі (колона з наказами I, II, III, IV, V, VI, VII, перевезена з Топра в Делі за Фіроза Шаха Туґхлака)
- Лаурія-Арерадж, Чампаран, Біхар (колона з наказами I, II, III, IV, V, VI)
- Аллахабадська колона, Уттар-Прадеш (спочатку розташований у Каусамбі і ймовірно, перевезена в Аллахабад за Джахангіра; колона з наказами I—VI, Королівський едикт, едикт про розкол).
- Село Амараваті, Андхра-Прадеш

### Список капітелей
Відомо в цілому сім вцілілих капітелей, п'ять із зображенням левів, одна зі слоном і одна з зебу. Одна з них, чотири леви із Сарнатху, став Державним Гербом Індії.

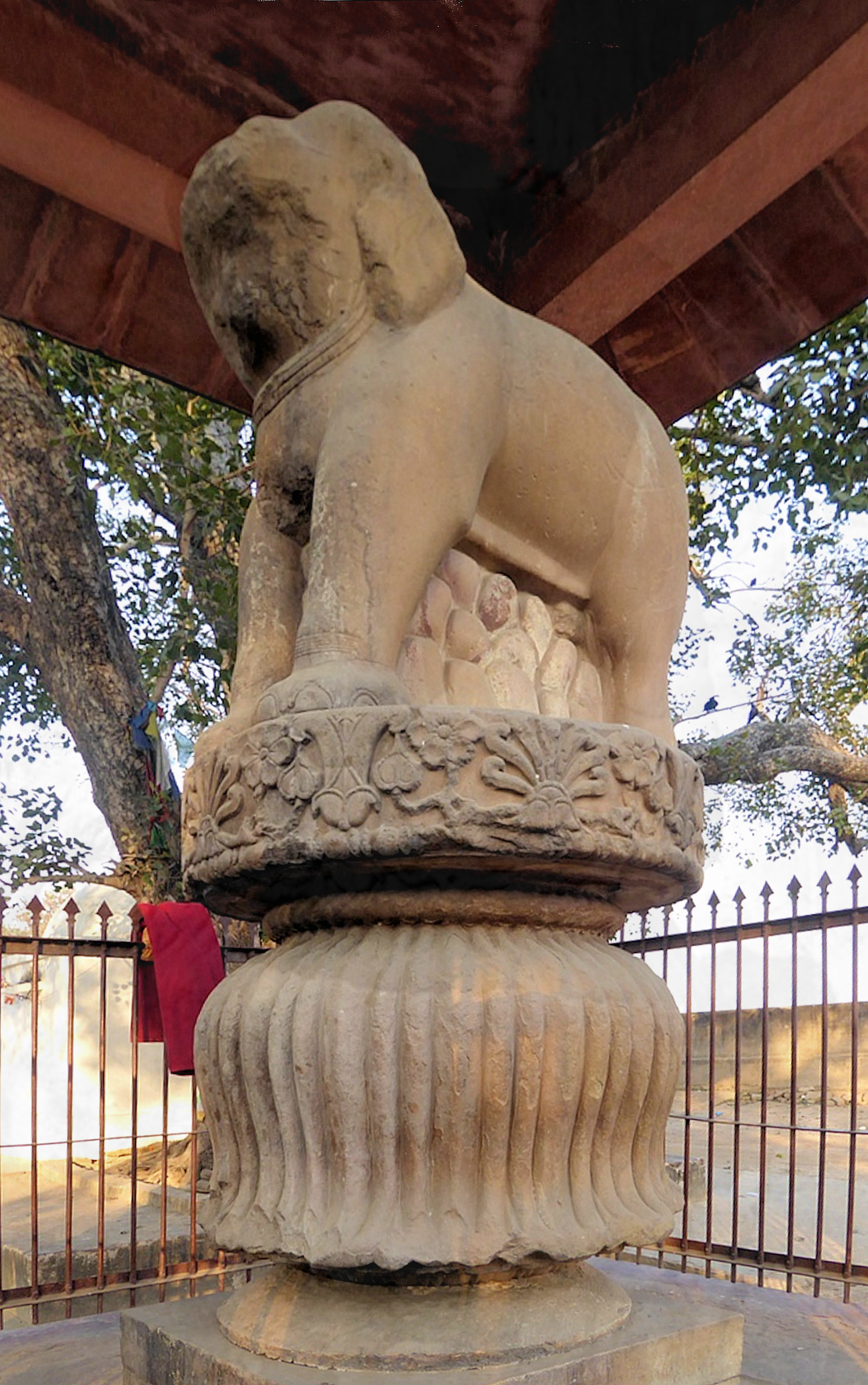
Слон із Санкісси.
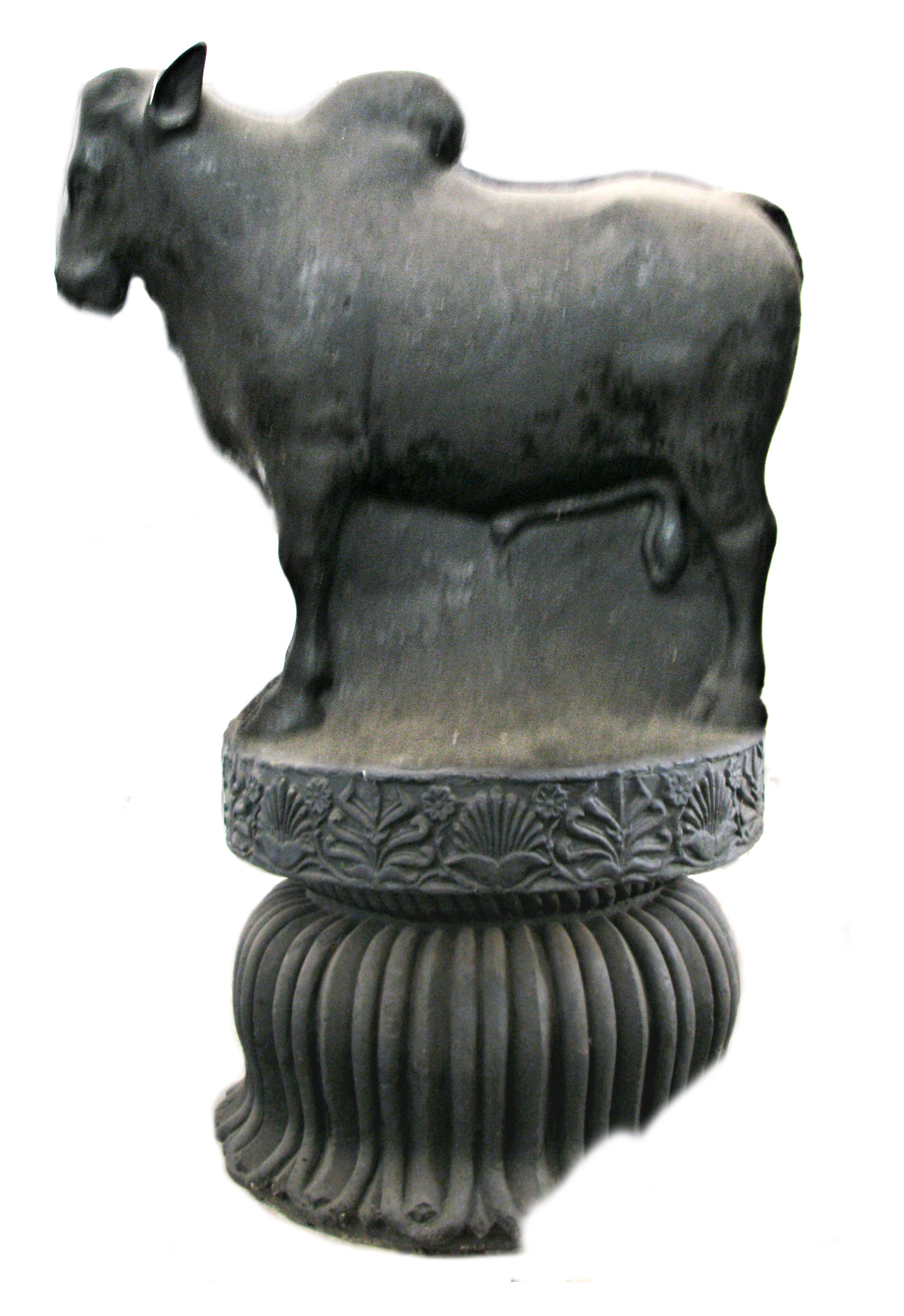
Зебу із Рампурви.
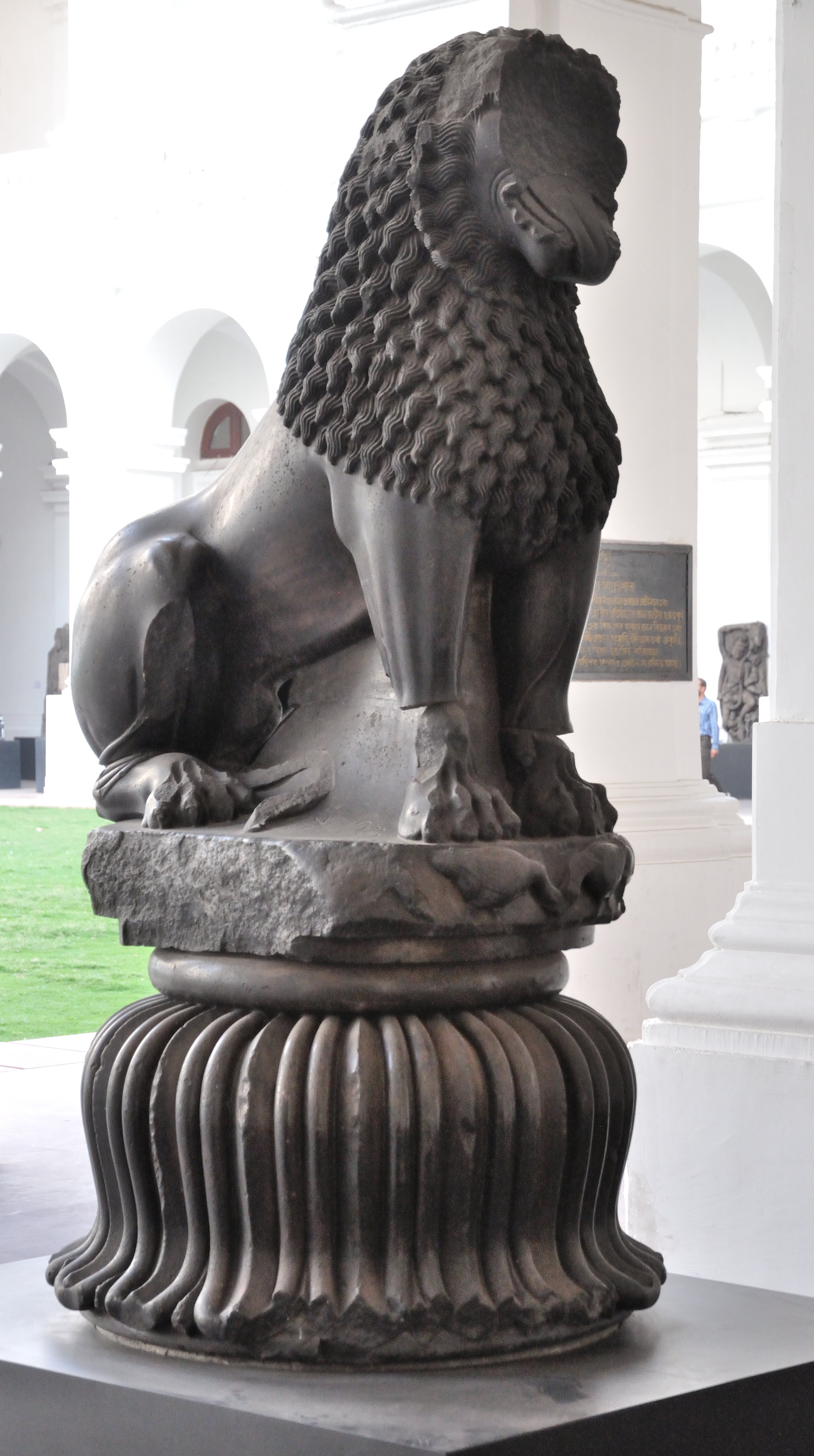
Лев із Рампурви.
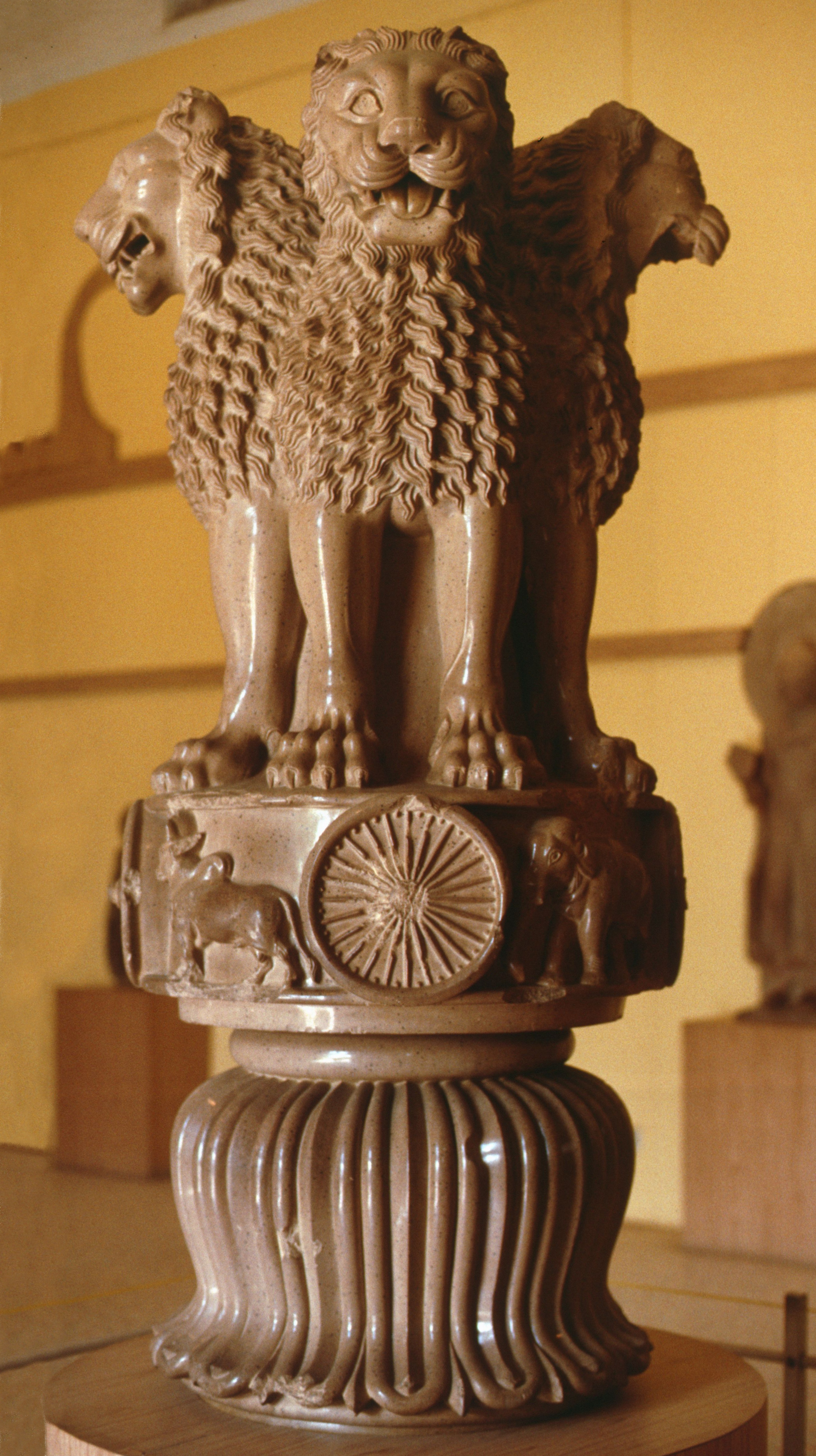
Чотири леви із Сарнатху.
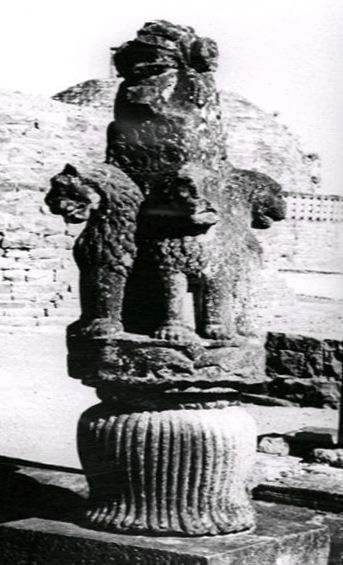
Чотири леви із Санчі.
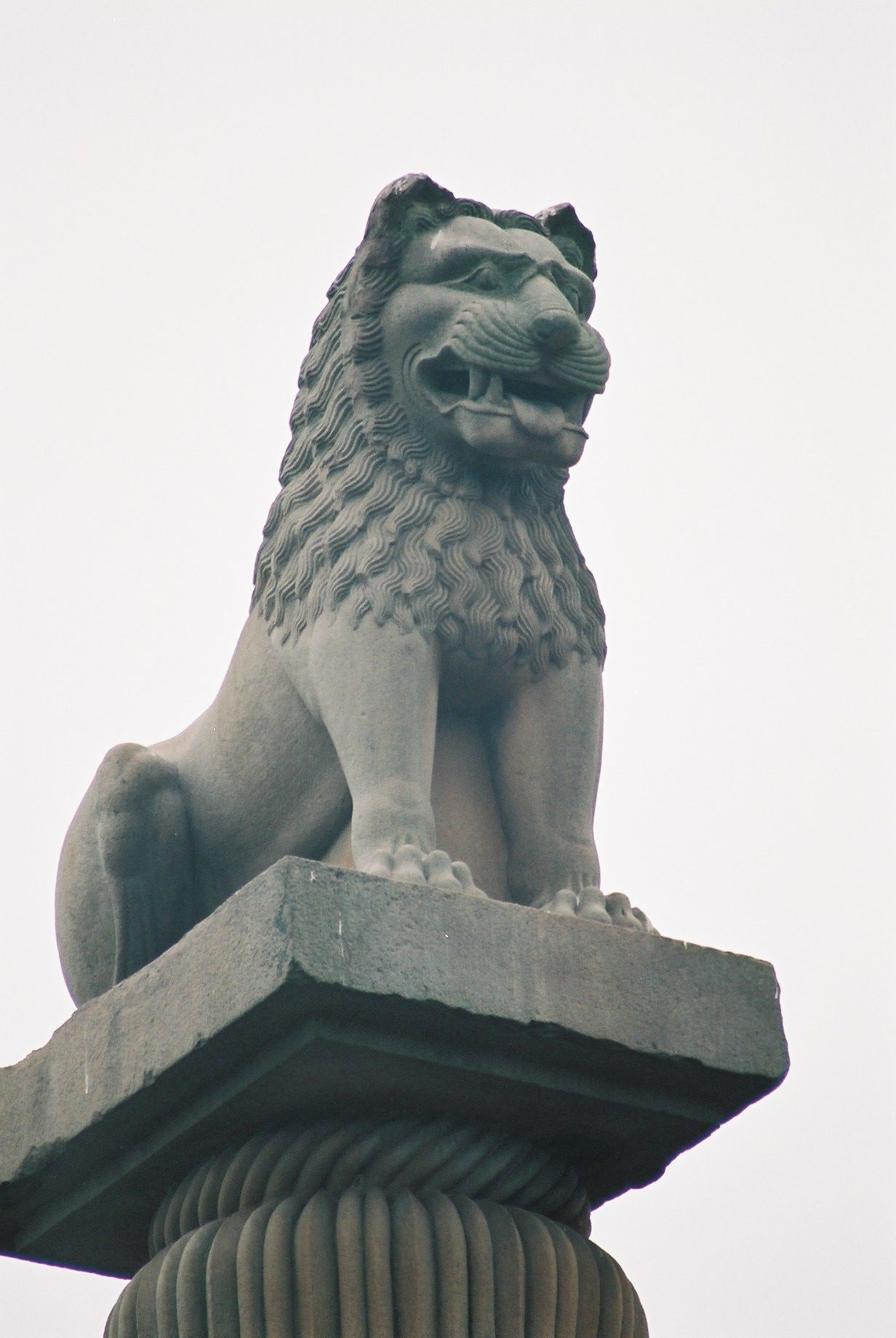
Лев із Вайшалі
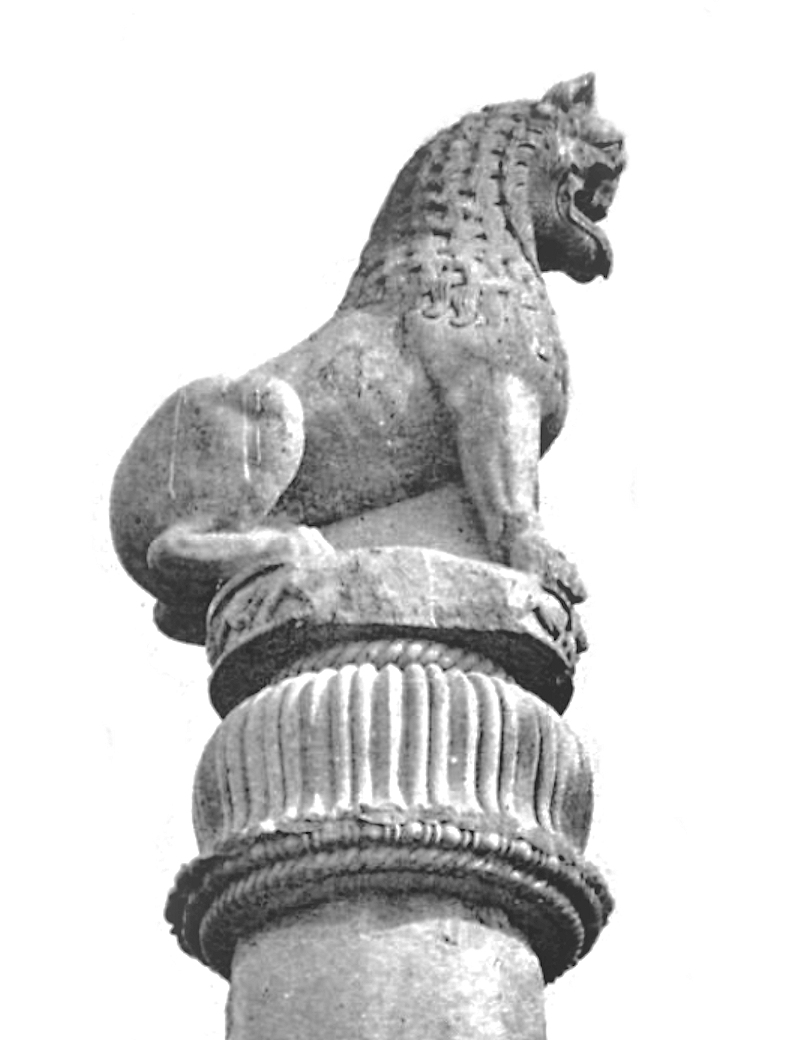
Лев із Лаурія Нандангарху.